# Münster (Westfalen) Hauptbahnhof
Münster (Westfalen) Hauptbahnhof ist der bedeutendste Knotenpunkt des Schienenpersonenverkehrs im Münsterland und gehört mit täglich über 60.000 Reisenden der zweithöchsten Preisklasse der DB Station&Service an. Der erste Bahnhof wurde in Münster im Jahr 1848 im Zuge des Baus einer Stichbahn aus Hamm errichtet. Nach dem Zweiten Weltkrieg entstand ein Neubau, der 2015 abgerissen wurde. Am 24. Juni 2017 ist der umfangreich renovierte Bahnhof eröffnet worden.
Heute führen fünf elektrifizierte Hauptstrecken und vier Regionalstrecken, davon eine ohne Personenverkehr (Bahnstrecke Münster–Warstein der WLE) in alle Himmelsrichtungen. Eisenbahnknotenpunkte für den Güterverkehr gibt es im Münsterland nicht mehr. Die Gleise im angrenzenden Güterbahnhof werden zum Abstellen und Wenden von Güterzügen genutzt.

## Geschichte des Bahnhofs

### 1848–1855
Münster-Hammer Eisenbahn-Gesellschaft
Seinen ersten Bahnhof erhielt Münster im Jahr 1848, als die damalige Provinzialhauptstadt Westfalens Endstation einer Stichbahn von Hamm nach Münster wurde. In Hamm wurde diese Stichbahn an die Stammstrecke der Köln-Mindener Eisenbahn-Gesellschaft angeschlossen. Das Eisenbahnzeitalter begann mit einer großen Festfahrt am 25. Mai 1848. Das Bahnhofsgebäude wurde vor dem Servatii-Tor zwischen dem heutigen Albersloher Weg und der Wolbecker Straße errichtet.
Rund einen Monat nach der Eröffnung der Strecke für den Personenverkehr wurde der Güterverkehr aufgenommen. Allerdings war der Erfolg des neuen Transportmittels in den ersten Jahren nicht durchschlagend. Im Durchschnitt wurden 100 Reisende je Zug verzeichnet.

### 1855–1880
Königlich Westfälische Eisenbahn-Gesellschaft (KWE)
Im Jahr 1855 erfolgte die Übertragung der Aufgaben von der Münster-Hammer Eisenbahn-Gesellschaft auf die Königlich-Westfälische Eisenbahn-Gesellschaft. Diese verlegte im Juli 1855 den Sitz ihrer Direktion von Paderborn nach Münster. Außerdem kam es zu einer Verkürzung der Reisezeiten, da nun durchgehende Züge von Münster bis Warburg (Westfalen) verkehrten.
Im Jahr 1856 wurde die Bahnstrecke Münster–Rheine in Betrieb genommen. Diese Strecke hatte in Rheine Anschluss an die Hannoversche Westbahn Löhne-Rheine-Emden.
Köln-Mindener Eisenbahn-Gesellschaft (CME)
Die Konzession für den Bau der Eisenbahnverbindung vom Ruhrgebiet bzw. Venlo über Münster nach Hamburg war 1866 an die Köln-Mindener Eisenbahn-Gesellschaft vergeben worden. Das Teilstück Wanne-Münster dieser Strecke wurde 1870 eröffnet. In den Jahren 1871/73 erfolgte die Verbindung nach Osnabrück und Hamburg. Damit verfügte Münster über einen direkten Zugang zu den deutschen Nordseehäfen. Östlich des Bahnhofs der KWE wurde ein weiterer Bahnhof errichtet. Dieser Bahnhof war als Provisorium so angelegt worden, dass ein gemeinsamer Bahnhof für beide Eisenbahngesellschaften entstehen konnte.
Münster-Enscheder Eisenbahn-Gesellschaft
Im Westmünsterland gab es am Anfang der 1860er Jahre Bestrebungen, die heimische Wirtschaft durch den Bau einer Eisenbahnverbindung von Münster über Gronau nach Enschede zu fördern. Die Bauarbeiten begannen im Juni 1872, allerdings geriet die Eisenbahngesellschaft 1874 in Zahlungsschwierigkeiten. Die KWE übernahm die Geschäftsführung. Am 30. September 1875 wurde die Bahnstrecke nach Enschede eröffnet. Die Münster-Enscheder Eisenbahn-Gesellschaft nutzte die Bahnhofsteile der KWE.

### 1880–1919

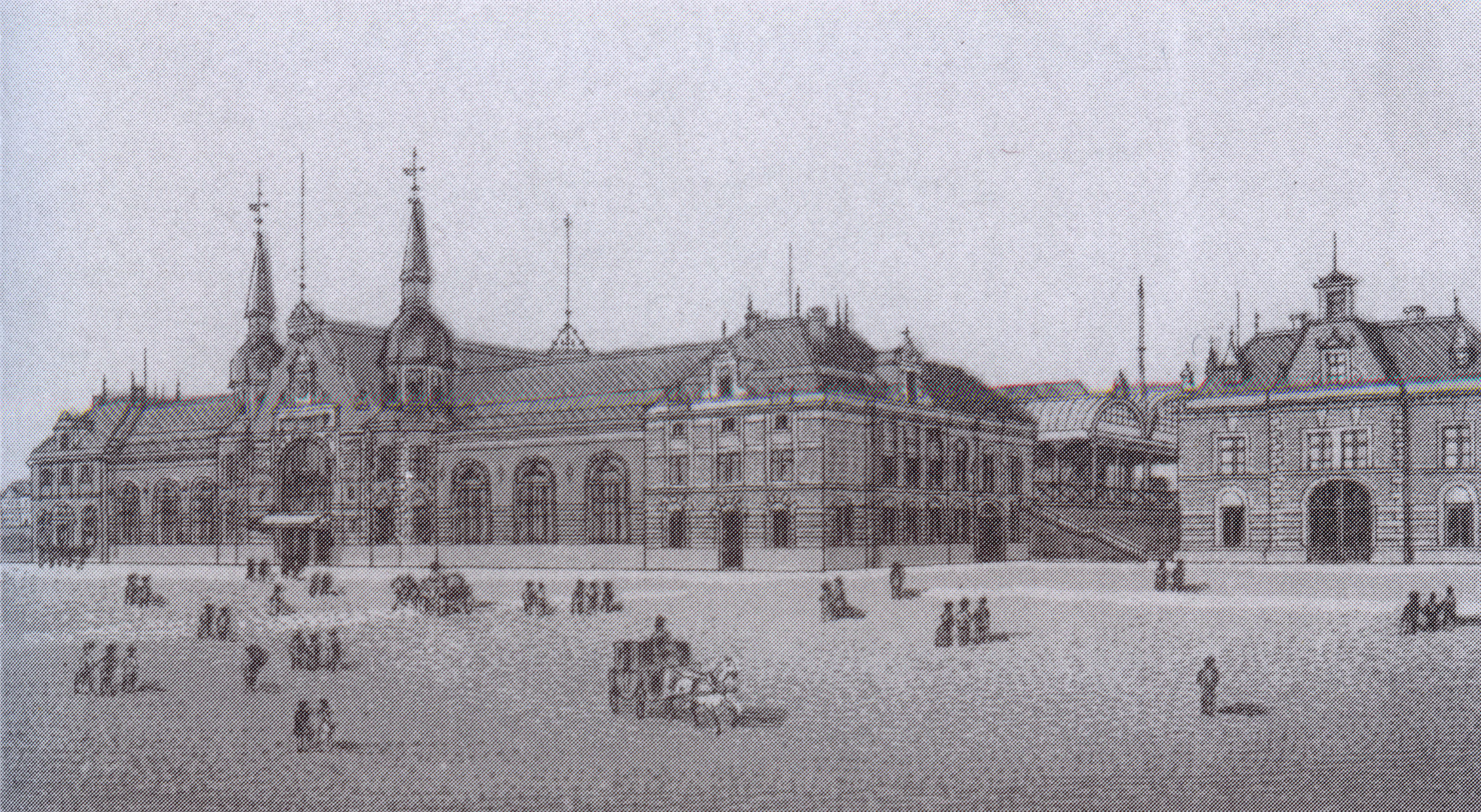
Münster Zentralbahnhof 1890

Nach der Verstaatlichung der nominell privaten Eisenbahngesellschaften in den Preußischen Staatseisenbahnen waren ab 1881 alle Eisenbahnen in Münster in staatlicher Hand zusammengefasst. Im Jahr 1875 waren Teile der Landgemeinden Lamberti und St. Mauritz eingemeindet worden. Die Planungshoheit für das Bahnhofsumfeld befand sich nun in der Hand der Stadt Münster. Die finanziellen Mittel für den Bau eines Zentralbahnhof wurden 1885 bereitgestellt. Die Eröffnung des Zentralbahnhofs erfolgte am 1. Oktober 1890. Architekt des Empfangsgebäudes war Julius Carl Raschdorff (1823–1914). Im nördlichen Endpavillon des Gebäudes befanden sich die Fürstenzimmer.
Nachdem zunächst Planungen für eine Schmalspurbahn von Münster nach Telgte vorlagen, wurde die Strecke von Münster über Warendorf nach Rheda in Normalspur errichtet. Am 8. Februar 1886 wurde der Zugbetrieb zwischen Münster und Warendorf aufgenommen.
Münster entwickelte sich immer mehr zu einem Knotenbahnhof. Das Schienennetz wurde 1903 nach Neubeckum und 1908 über Coesfeld nach Empel-Rees erweitert. Allerdings hatte der Bahnhof nicht die von der Stadt angestrebte Bedeutung erreichen können, vor allem weil die Hauptstrecke Köln–Ruhrgebiet–Hannover–Berlin nicht über Münster führte.
Die Eisenbahnanlagen sind in der Zeit des Ersten Weltkriegs nur in Details verändert worden. Vor allem in militärischer Hinsicht war der Bahnhof in diesen Jahren von Bedeutung. Nach dem Ende des Ersten Weltkrieges bestand ein Mangel an Lokomotiven und Wagen, da eine Abgabe von 5000 Lokomotiven und 150.000 Wagen als Reparation zu leisten waren.

### 1920–1933

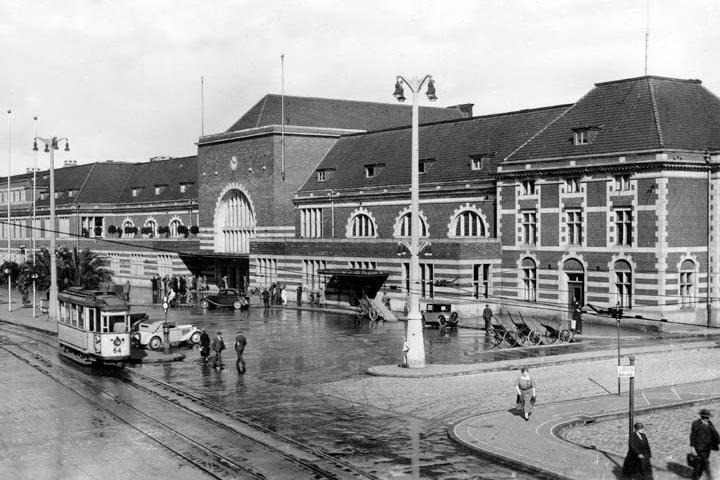
Der Hauptbahnhof nach dem Umbau 1930

1920 wurden die Länderbahnen in den Deutschen Reichseisenbahnen zusammengefasst. Im Jahr 1924 erfolgte die Umwandlung der Reichsbahn in die privatrechtliche Deutsche Reichsbahn-Gesellschaft. In Münster wurde das Eisenbahnnetz in dieser Zeit um die Strecke nach Lünen (1928) und die Güterumgehungsbahn (1930) erweitert.
Da sich das Verkehrsaufkommen zum Ende der 1920er Jahre weiter erhöht hatte, war der Bau eines weiteren Bahnsteiges notwendig. Außerdem erfolgte 1928/30 der Umbau des Bahnhofsgebäudes zu einem repräsentativen Gebäude als „Tor zur modernen Stadt“, der Umbau sollte bis zu dem im September 1930 stattfindenden Katholikentag abgeschlossen sein.

### 1933–1945
Bedeutend für Münster war die Einbindung in das „Blitzzug“-System. Ab dem 6. Oktober 1935 war Münster in der Verbindung Köln–Hamburg an dieses System angeschlossen.
Mit Beginn des Zweiten Weltkriegs änderte sich die Situation grundlegend. Vergünstigungen für Reisen wurden abgeschafft und im Januar 1940 trat ein kriegsbedingt reduzierter Fahrplan in Kraft. Weitere Fahrplanreduzierungen folgten.
1941/42 wurde unter Münsters Hauptbahnhof ein für 2.000 Personen ausgelegter Tiefbunker angelegt. Dieser wurde 1945 getroffen, allerdings ohne Personenschaden.
Bei 102 Luftangriffen auf Münster waren auch die Eisenbahnanlagen Ziel alliierter Bomber. Ergebnis der Luftangriffe auf die Bahnhofsgegend war der Verlust von Wagen und Lokomotiven sowie die Zerstörung von 75 bis 80 % der Gleisanlagen. Das Bahnhofsgebäude war vollständig zerstört.

### Seit 1945
Am 2. April 1945 rückten Truppen der Alliierten in Münster ein. Ab Ende April waren die Strecken nach Westen wieder befahrbar. Im Sommer 1945 konnte mit dem Wiederaufbau von Gleisanlagen und Stellwerken begonnen werden. Nach der Reparatur von zerstörten Brücken im Bereich der Schleuse Münster konnten auch wieder Züge in Richtung Osnabrück fahren. Da von der Bahnsteighalle nur noch das Stahlskelett vorhanden war und die Bahnsteige, Treppen und Tunnel unbrauchbar waren, mussten diese vor Aufnahme des Reiseverkehrs notdürftig hergerichtet werden.
1949 wurde eine Rampe zur städtischen Hafenbahn gebaut, über die die Personenzüge der Westfälischen Landes-Eisenbahn aus Lippstadt den Hauptbahnhof anfahren konnten. Hierzu errichtete die Westfälische Landes-Eisenbahn auf der Ostseite des Bahnhofs einen fünften Bahnsteig, der nur von deren eigenen Zügen angefahren wurde. Seit der Stilllegung des Personenverkehrs auf der Strecke nach Lippstadt zum Winterfahrplan 1975 ist auch dieser Bahnsteig stillgelegt und der Zugang dorthin verschlossen. Im Juli 2025 wurde der Neubau des Bahnsteigs 5 (als Außenbahnsteig am Gleis 20) und die Erneuerung dreier Gleise mit Sofortvollzug planfestgestellt.
An dem Beginn der 1950er Jahre wurden die Bahnhofsgebäude in mehreren Bauabschnitten neu errichtet. Die Bahnhofshalle wurde im Jahr 1958 fertiggestellt, 1960 waren die Arbeiten am Bahnhof beendet. Die Baupläne für den Bahnhof und die angrenzende Bundesbahndirektion stammten von dem in Münster geborenen Chefarchitekten der Deutschen Bundesbahn Theodor Dierksmeier.
Ab dem 8. Juni 1960 war Münster in das TEE-Netz angeschlossen. Der TEE „Parsifal“ verkehrte von Hamburg nach Paris und machte in Münsters Hauptbahnhof Station. Der Luxuszug verließ Münster um 16:59 Uhr und erreichte die französische Hauptstadt um 23:35 Uhr.
Im September 1968 war die Strecke zwischen dem Ruhrgebiet und Hamburg durchgehend elektrifiziert, Münster hatte zwei Jahre zuvor aus Richtung Süden Anschluss an das elektrische Bundesbahnnetz erhalten. Die Strecke nach Emden war 1981 elektrifiziert worden.

## Aktuelle Situation
| \| \| \| Strecke von Osnabrück \| \| \| \| \| Sudmühle \| \| \| \| \| Strecke von Rheine \| Güterumgehungsbahn \| \| \| \| Strecke von Enschede (NL) \| Dortmund-Ems-Kanal \| \| \| \| Zentrum Nord \| \| \| \| \| Warendorfer Bahn von Warendorf \| \| \| \| \| Münster (Westf.) Hbf \| \| \| \| \| Münster (Westf.) Ost \| \| \| \| \| Strecke nach Beckum \| \| \| \| \| Münster (Westf.) Gbf \| Dortmund-Ems-Kanal \| \| \| \| Strecke nach Hamm \| \| \| \| \| Geist \| \| \| \| \| Strecke nach Dortmund \| \| \| \| \| \| Güterumgehungsbahn \| \| \| \| Mecklenbeck \| \| \| \| \| Baumbergebahn nach Coesfeld \| \| \| \| \| Strecke nach Gelsenkirchen \| \| |  |                                |                                |
| Strecke |  | Strecke von Osnabrück          | Strecke von Osnabrück          |
| Dienststation / Betriebs- oder Güterbahnhof |  | Sudmühle                       | Sudmühle                       |
| Strecke von rechts · Abzweig geradeaus und nach links |  | Strecke von Rheine             | Güterumgehungsbahn             |
| Abzweig geradeaus und von rechts · Brücke über Wasserlauf |  | Strecke von Enschede (NL)      | Dortmund-Ems-Kanal             |
| Bahnhof · Strecke |  | Zentrum Nord                   | Zentrum Nord                   |
| Strecke · Strecke · Strecke von links · Strecke unter Wasserlauf Anfang Hochstrecke, Ende Hochstrecke und quer · Kreuzung geradeaus oben |  | Warendorfer Bahn von Warendorf | Warendorfer Bahn von Warendorf |
| Bahnhof · Bahnhof · Bahnhof |  | Münster (Westf.) Hbf           | Münster (Westf.) Hbf           |
| Strecke · Strecke · Dienststation / Betriebs- oder Güterbahnhof |  | Münster (Westf.) Ost           | Münster (Westf.) Ost           |
| Strecke · Strecke · Strecke nach links · Strecke unter Wasserlauf Anfang Hochstrecke, Ende Hochstrecke und quer · Kreuzung geradeaus oben |  | Strecke nach Beckum            | Strecke nach Beckum            |
| Dienststation / Betriebs- oder Güterbahnhof · Dienststation / Betriebs- oder Güterbahnhof |  | Münster (Westf.) Gbf           | Dortmund-Ems-Kanal             |
| Abzweig geradeaus und nach links · Kreuzung geradeaus unten · Strecke quer · Strecke quer · Kreuzung geradeaus unten |  | Strecke nach Hamm              | Strecke nach Hamm              |
| Strecke · Dienststation / Betriebs- oder Güterbahnhof |  | Geist                          | Geist                          |
| Strecke · Abzweig geradeaus und nach links · Strecke quer · Strecke quer · Kreuzung geradeaus oben |  | Strecke nach Dortmund          | Strecke nach Dortmund          |
| Strecke · Abzweig geradeaus und von links |  |                                | Güterumgehungsbahn             |
| Bahnhof · Dienststation / Betriebs- oder Güterbahnhof |  | Mecklenbeck                    | Mecklenbeck                    |
| Strecke nach rechts · Strecke |  | Baumbergebahn nach Coesfeld    | Baumbergebahn nach Coesfeld    |
| Strecke |  | Strecke nach Gelsenkirchen     | Strecke nach Gelsenkirchen     |

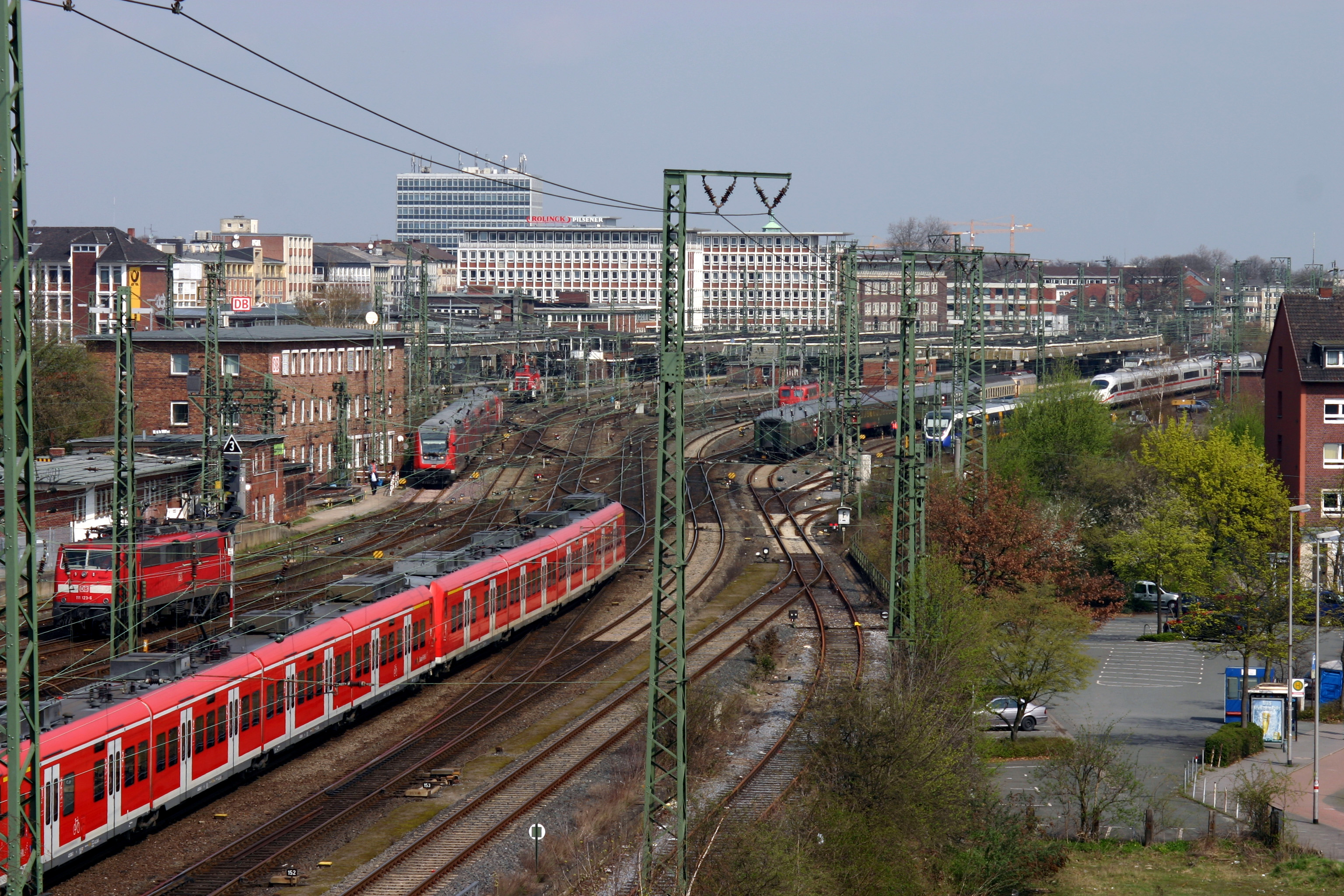
Gleisvorfeld

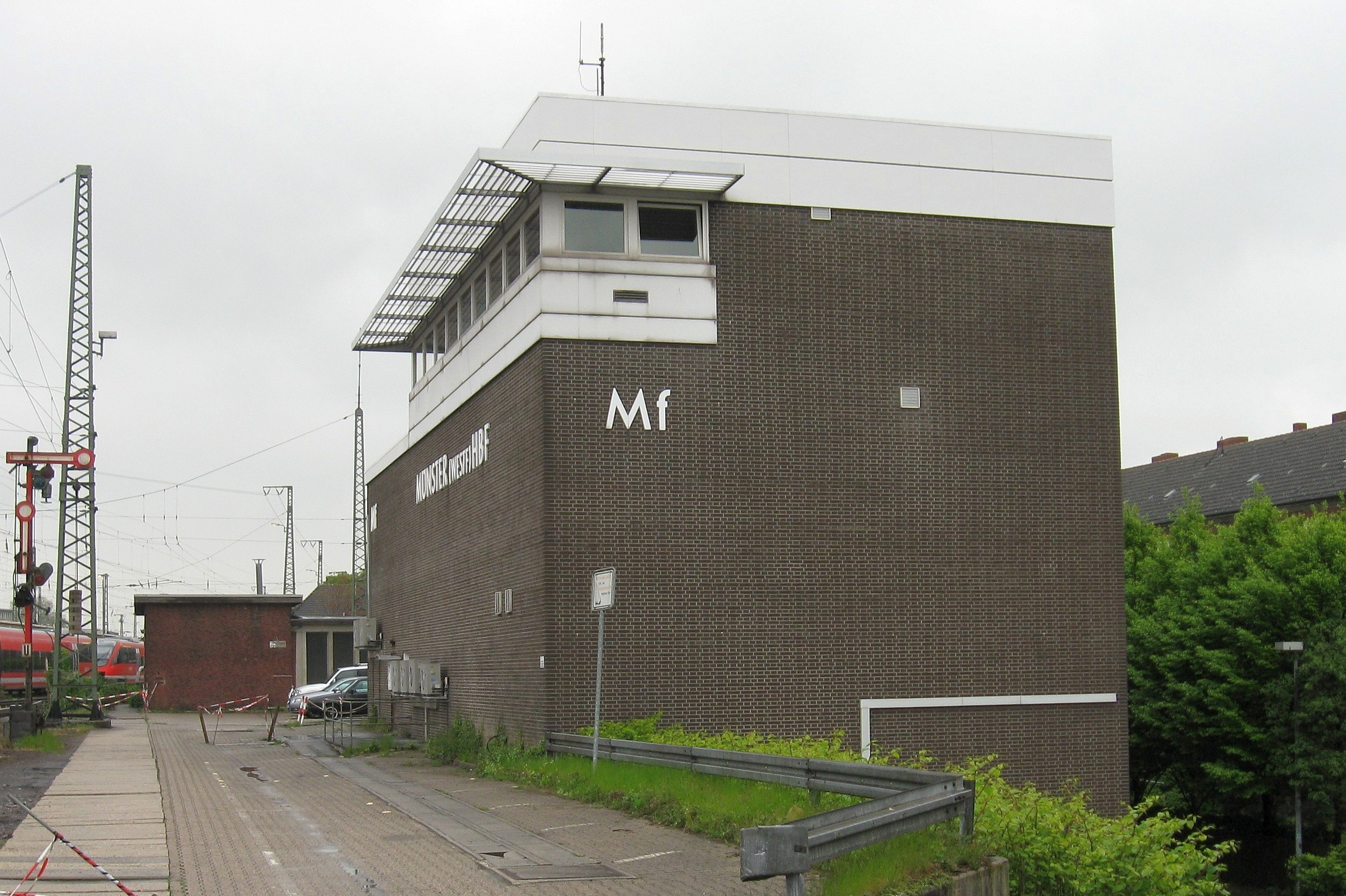
Zentralstellwerk

Wesentliche Mängel des örtlichen Eisenbahnsystems sind die zu langsame Direktverbindung in die benachbarte Region Ostwestfalen mit dem Oberzentrum Bielefeld (eineinhalb Stunden Fahrzeit für circa 65 Kilometer Luftlinie), die Einschränkung der Leistungsfähigkeit der Hauptstrecke Hamburg – Dortmund durch die weitgehend eingleisige (Teil-)Strecke zwischen Münster und Lünen und die hierdurch verursachte erhöhte Verspätungsanfälligkeit. Am 24. Juni 2017 kündigte der Bund den Ausbau der Gesamtstrecke Dortmund – Münster an, da man von der dringenden Notwendigkeit einer zweigleisigen Streckenführung überzeugt sei. Dies u. a. auch in Bezug auf die geplante Anbindung Münsters an den Rhein-Ruhr-Express (RRX).
Der südlich des Hauptbahnhofes zwischen den Streckengleisen nach Hamm an der Westseite und denen nach Wanne-Eickel an der Ostseite gelegene und mit einem Ablaufberg ausgerüstete Bahnhofsteil Münster (Westf) Gbf (Güterbahnhof) wurde als Knotenbahnhof 1994 stillgelegt. Eine derartige zwischen zwei Strecken angelegte Güterbahnhofsanlage ist nur selten anzutreffen, da Güterbahnhöfe sonst gewöhnlich neben dem zugehörigen Personenbahnhof oder an nur einer Seite aller durch den gesamten Bahnhof führenden Strecken liegen. Der Güterbahnhof ist baulich durch die Hafenstraße vom Personenbahnhof getrennt, bildete aber verwaltungstechnisch meistens mit dem Personenbahnhof eine Einheit. Er besitzt wegen der geringen und zurückgegangenen Bedeutung der Industrie in Münster sowie der Verkehrsverlagerung auf die Straße auch im Ortsverkehr nur noch einen Kunden (Fa. Waggonbau Kiffe). Es werden ausschließlich dort zu wartende Leerwagen abgefertigt. Beladene Güterwagen können dagegen in Münster nicht mehr abgefertigt werden. Deshalb ist der Abbruch dieser Gleisanlagen im sogenannten „Flächennutzungsplan 2010“ angedacht.
Südöstlich neben dem Güterbahnhof liegen der Abstellbahnhof und die Werkstatt der DB Regio NRW für Reisezüge. Dieser ist nicht von dem geplanten eventuellen Abbruch betroffen. Südlich des Güter- und Abstellbahnhofes wird die Strecke nach Hamm auf einem Kreuzungsbauwerk über die Streckengleise nach Wanne-Eickel und Lünen hinweggeführt.
Trotz der umfangreichen Gleisanlagen im Bereich des früheren Güterbahnhofs attestierte die Deutsche Bahn dem Bahnhof im Dezember 2021 eine Knappheit an geeigneten Abstellmöglichkeiten. Während mit der Zeit die Zahl der in Münster endenden und beginnenden Züge immer weiter anstieg, blieb die Zahl der Abstellgleise gleich. Um in Zukunft weiterhin Züge hier wenden zu lassen, werden Maßnahmen erforderlich. Eine längere Wendezeit am Bahnsteig kommt indes nicht infrage, da diese die Kapazität des ohnehin schon stark ausgelasteten Personenbahnhofs weiter einschränken würde. Unter anderem dadurch gilt der Bahnhof als „zentraler Engpass“ in der Region.
Der tödliche Sturz des 79 Jahre alten Rechtswissenschaftlers und Rechtsanwalts Werner Hoppe am 9. Juli 2009 im Hauptbahnhof und die erste Reaktion der Deutschen Bahn auf diesen Unfall mit dessen Ursache sorgte für Empörung und löste eine Diskussion über den Zustand des Bahnhofs aus.

### Abriss und Neubau des Bahnhofs

#### Planungen im Vorfeld
Am 26. Januar 2007 kündigte der damalige Vorstandsvorsitzende der Deutschen Bahn AG, Hartmut Mehdorn, beim traditionellen Kramermahl im münsterischen Rathaus ohne nähere Terminangabe eine baldige Sanierung des Bahnhofes an. Am 30. Mai 2007 sprach sich die Stadt Münster dafür aus, dass das Unternehmen Timon mit der Bauausführung beauftragt werden soll. Die endgültige Entscheidung zum Bau und des ausführenden Bauunternehmens oblag seitdem der Deutschen Bahn. Gemäß einer Sitzung des Planungsausschusses vom 18. Oktober 2007 war die Frage der Finanzierung weitestgehend gelöst, so dass Anfang 2009 mit dem endgültigen Baubeginn nach Abschluss aller Planungen und Verhandlungen gerechnet wurde. Im April 2009 wurde jedoch bekannt, dass die Deutsche Bahn AG die Zusammenarbeit mit dem Projektentwickler aus Kostengründen eingestellt hat. Die Stadt Münster versuchte weiter, die Finanzierung zu sichern. Die Umgestaltung der eigentlichen Verkehrsstation sollte hiervon nicht betroffen sein und ab Herbst 2009 beginnen.

#### Arbeiten an den Bahnsteigen

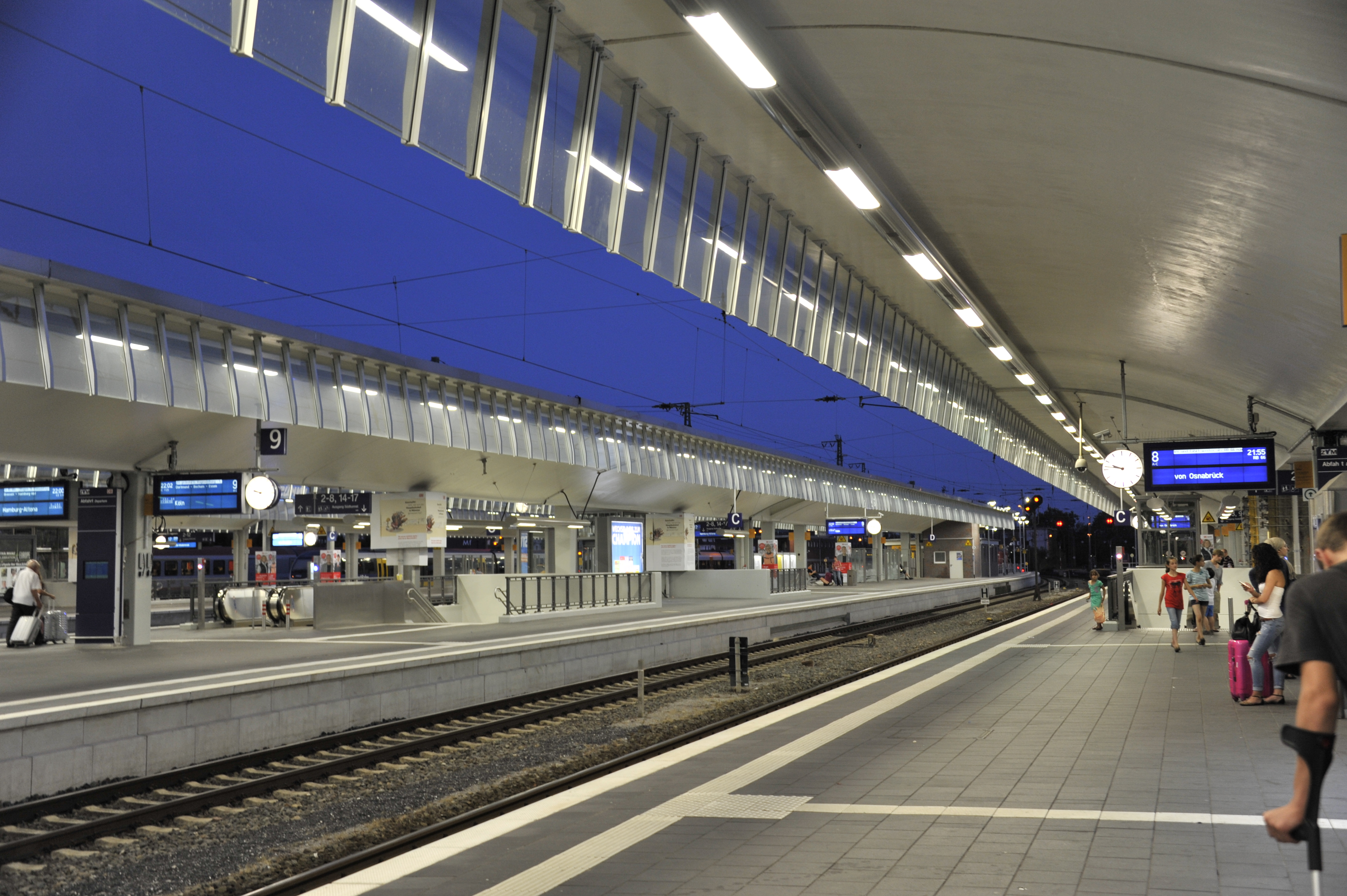
Bahnsteige nach der Renovierung (2013)

Im November 2009 begannen die Arbeiten im 80 Meter langen Nordtunnel. Seit Ende 2010 lief die Modernisierung der „Verkehrsstation“. Es wurden Aufzüge installiert und die Dächer umfangreich saniert. Ab 2011 wurden die Bahnsteige erneuert. Die Bauarbeiten waren am 30. April 2013 abgeschlossen.
Die Erneuerung der Bahnsteige beinhaltete im Wesentlichen einen neuen und breiteren südlichen Personentunnel, den Neubau von Rolltreppen und Fahrstühlen, neue Beleuchtung auf den Bahnsteigen, neue Wartehäuser und neue Glaselemente. Es wurden 16.550 Quadratmeter Bahnsteigpflaster erneuert, Bahnsteigkanten auf einer Länge von 2,1 Kilometern neu gesetzt sowie nahezu 10.000 Quadratmeter Dachfläche saniert. Zudem wurde der Haupttunnel von 5,6 Meter auf 10 Meter verbreitert und rund 12.000 Kubikmeter Erdreich bewegt.
Am 28. Mai 2013 wurden die modernisierten Verkehrsanlagen in Anwesenheit des Bundesministers für Verkehr, Bau und Stadtentwicklung Peter Ramsauer, des aus Münster stammenden Bundesgesundheitsministers Daniel Bahr sowie des Münsteraner Oberbürgermeisters Markus Lewe und rund 100 Ehrengästen eröffnet. Die Kosten hatten sich bis dahin auf 38 Millionen Euro erhöht.

#### Arbeiten am Berliner Platz

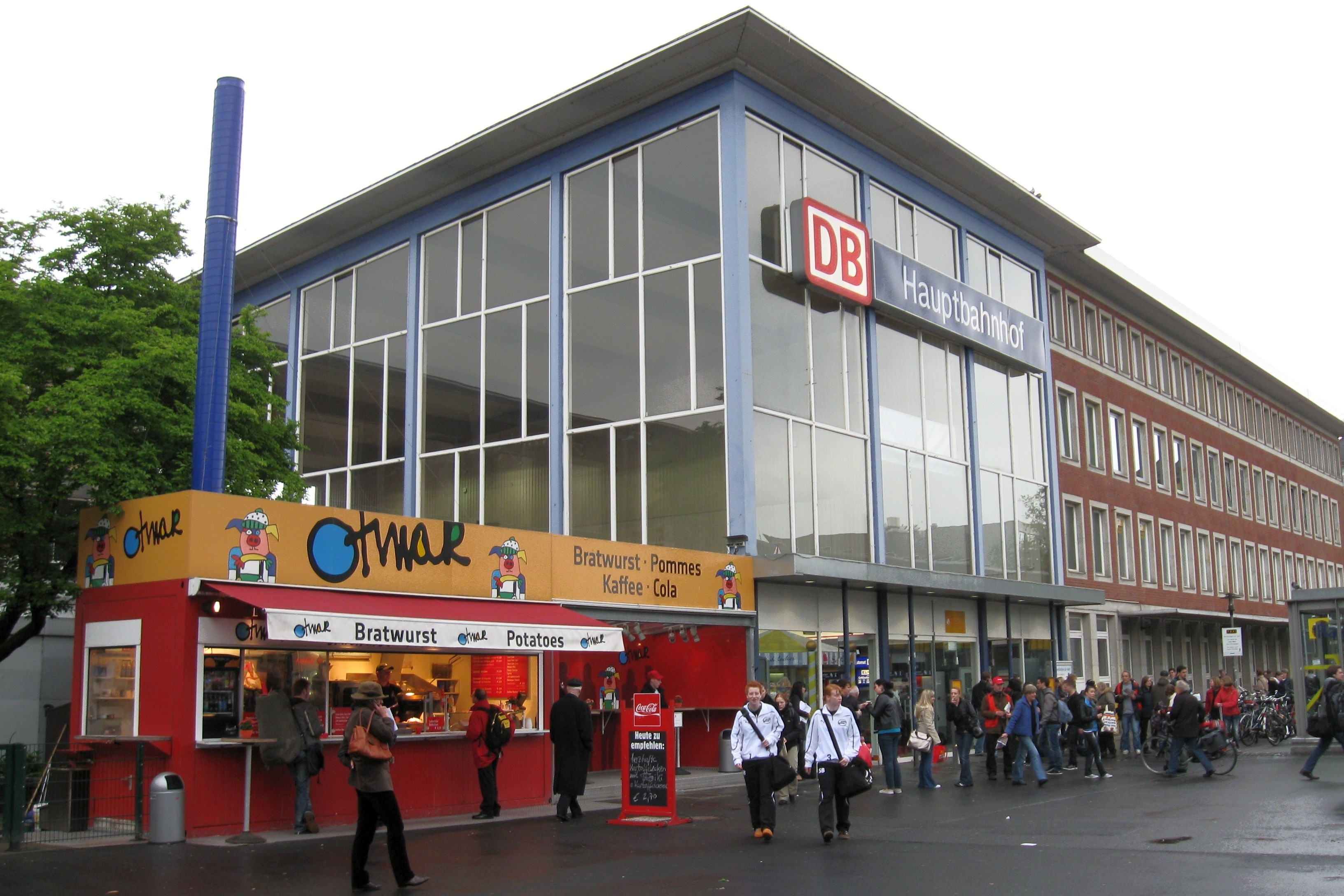
Ehemaliges Empfangsgebäude des Hauptbahnhofes, 2015 abgerissen

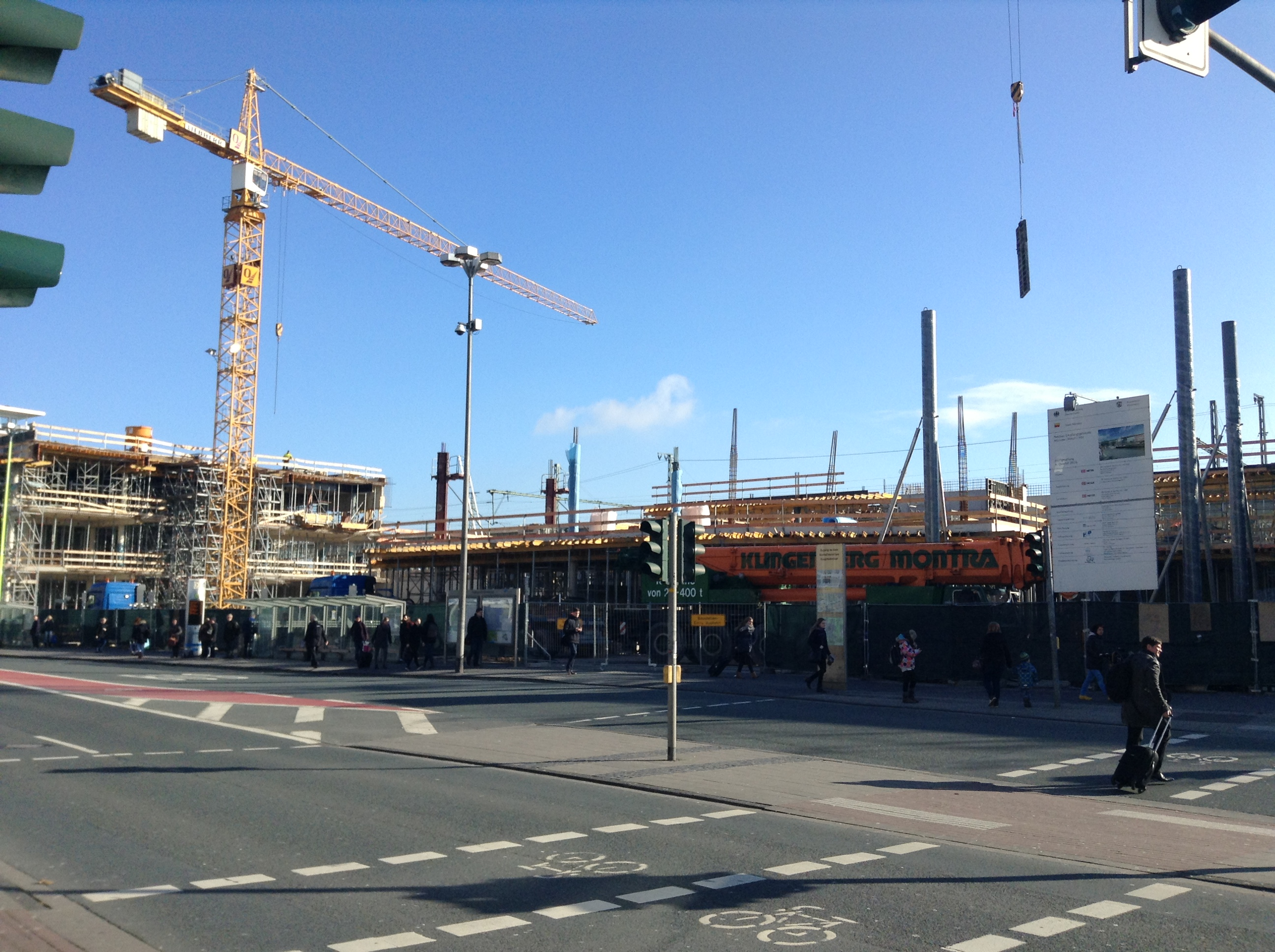
Blick auf die Baustelle, Februar 2016

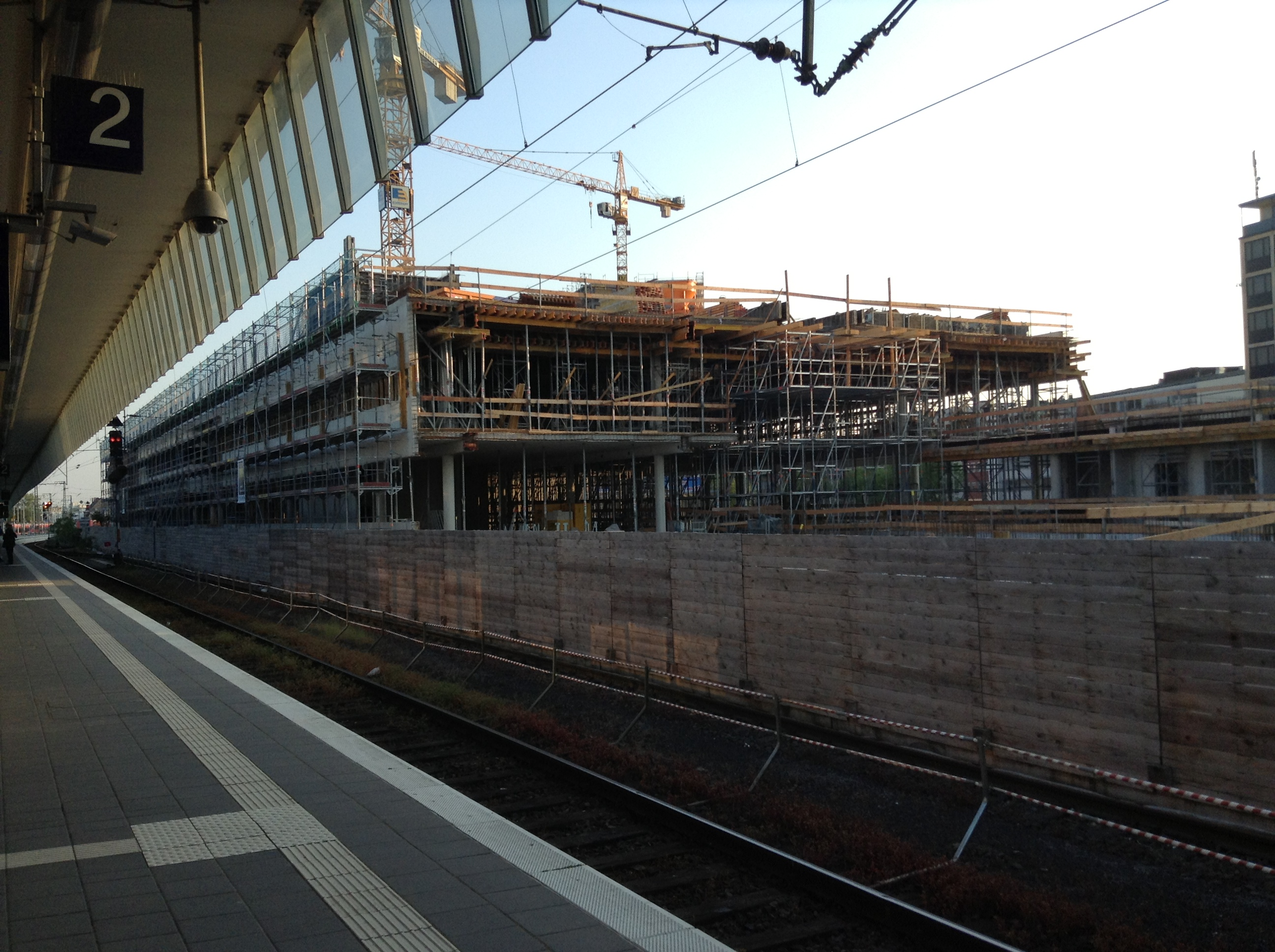
Baustelle vom Bahnsteig 2 aus gesehen, Mitte Mai 2016

Am 23. März 2011 wurde beschlossen, das westlich gelegene Empfangsgebäude abzureißen und neu zu bauen. Bauherr des Bahnhofsgebäudes war die Deutsche Bahn AG, Bauverantwortlicher für das Bahnhofsumfeld war die Stadt Münster. Der Abriss des Empfangsgebäudes aus den 1950er-Jahren sollte nach ersten Planungen 2013 beginnen, erfolgt ist er 2015. Am 30. März 2011 wurden die Pläne zum Neubau des Empfangsgebäudes einschließlich der Entwicklung des Bahnhofsquartiers durch Vertreter der DB und der Stadt Münster vorgestellt. Das neue, gläserne Empfangsgebäude mit einer Fläche von 8.000 Quadratmetern und einer Länge von 140 Metern zwischen dem Nord- und dem Haupteingang, dessen Fertigstellung für spätestens 2016 geplant war, sollte rund 32 Millionen Euro kosten. Zehn Millionen Euro sollte der Bund finanzieren, weitere fünf Millionen sollte die Stadt Münster beisteuern.
Der Baubeginn des neuen Empfangsgebäudes sollte nach Aussage von Martin Sigmund, dem Leiter des Regionalbereichs West der DB Station & Service AG, zum Jahreswechsel 2014/2015 erfolgen, im Zuge des Beginns der Abbrucharbeiten des alten Empfangsgebäudes wurde der Nordtunnel des Bahnhofs im Dezember 2014 gesperrt. Es wurde Ende Mai 2013 mit einer Bauzeit von 18 bis 20 Monaten gerechnet, das voraussichtliche Bauende wurde ins Frühjahr 2017 korrigiert. Am 31. März 2016 berichteten die Westfälischen Nachrichten (WN), dass die Inbetriebnahme des neuen Bahnhofsgebäudes für das 2. Quartal 2017 geplant sei. Ende März 2016 waren die Rückbauarbeiten und der Spezialtiefbau abgeschlossen. Der Rohbau war teilweise bis zum zweiten Stock fertiggebaut. Anfang Juli 2016 fand das Richtfest statt. Die Verzögerungen beim Bau entstanden vor allem durch einen Blindgängerverdacht.
Die Mietpreise der entstehenden Ladenlokale sollten sich in der Preisklasse der Mieten am Prinzipalmarkt oder der Salzstraße bewegen. Obwohl diese teilweise sogar über dem Mietniveau der Innenstadt lägen, seien die Ladenlokale bereits Ende Mai 2013 vollständig vermietet. Ende Mai 2013 wurden die im Frühjahr 2011 vorgestellten Entwürfe der Fassade des geplanten Empfangsgebäudes auf Wunsch der Stadt Münster umgestaltet, damit die gläserne Fassade durch stärkere vertikale Akzentuierung besser ins Stadtbild Münsters passe.
Vom 15. Januar 2015 bis zur Neueröffnung am 24. Juni 2017 waren die Bahnhofshalle und die direkten Zugänge zur Münsteraner Innenstadt gesperrt. Der Zugang zum Bahnhof war ausschließlich über die Ein- und Ausgänge an der Ostseite des Bahnhofs Richtung Bremer Platz möglich. Die Innenstadt konnte über den „Hamburger Tunnel“ bzw. die nördlich gelegene Wolbecker Straße erreicht werden. Zu diesem Zweck wurde der „Hamburger Tunnel“ für den Kfz-Verkehr gesperrt und durfte nach einer barrierefreien Umgestaltung nur noch von Fußgängern und Radfahrern genutzt werden. Der Fußweg zum Stadtzentrum bzw. zu den Bushaltestellen am Hauptbahnhof verlängerte sich daher um bis zu fünf Minuten (bei üblicher Gehgeschwindigkeit). Durch die Sperrung der Bahnhofshalle konnten das Empfangsgebäude und weitere Bauwerke abgerissen werden.

#### Arbeiten am Bremer Platz

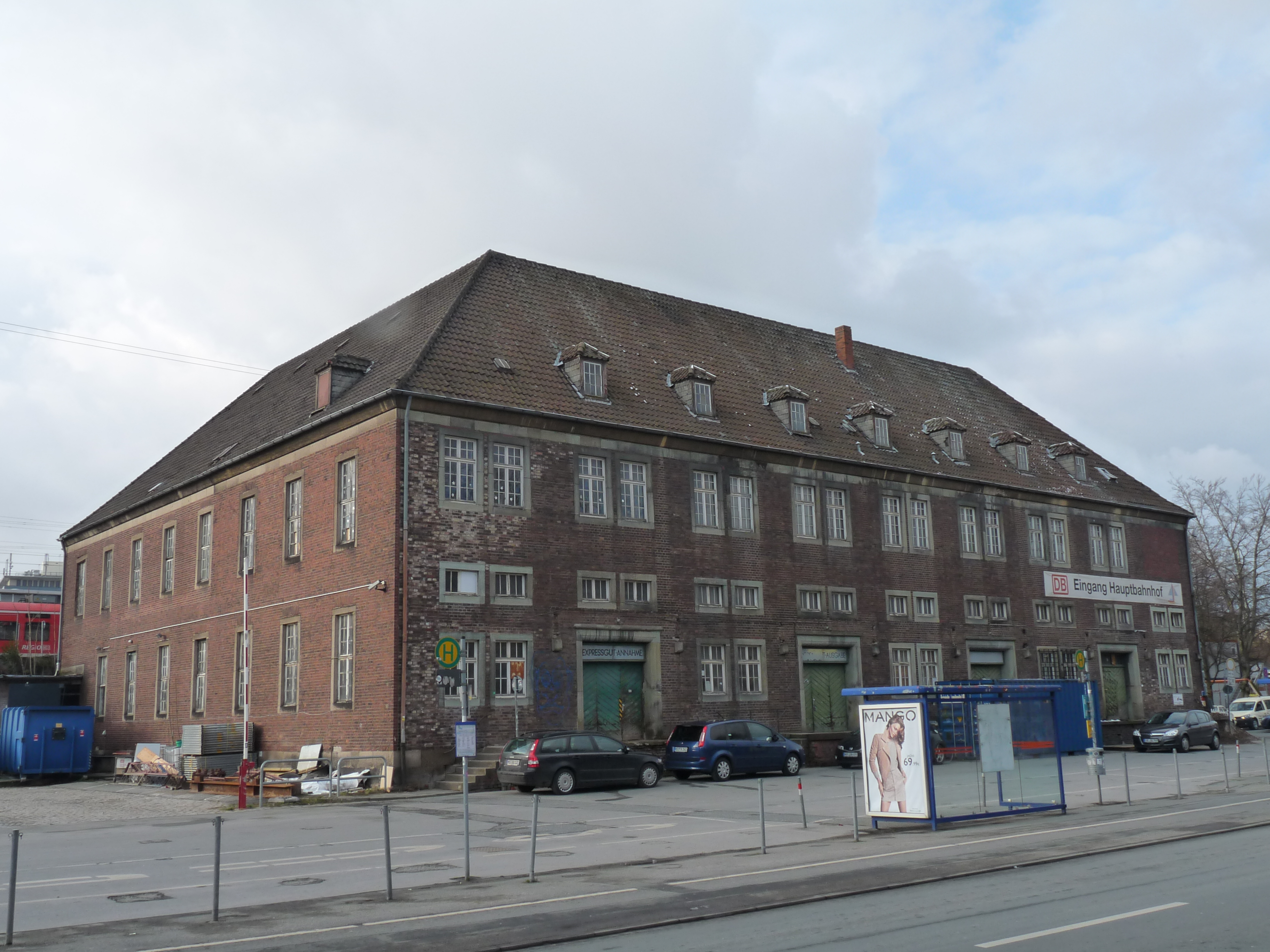
Ehemalige Gepäckgutabfertigung

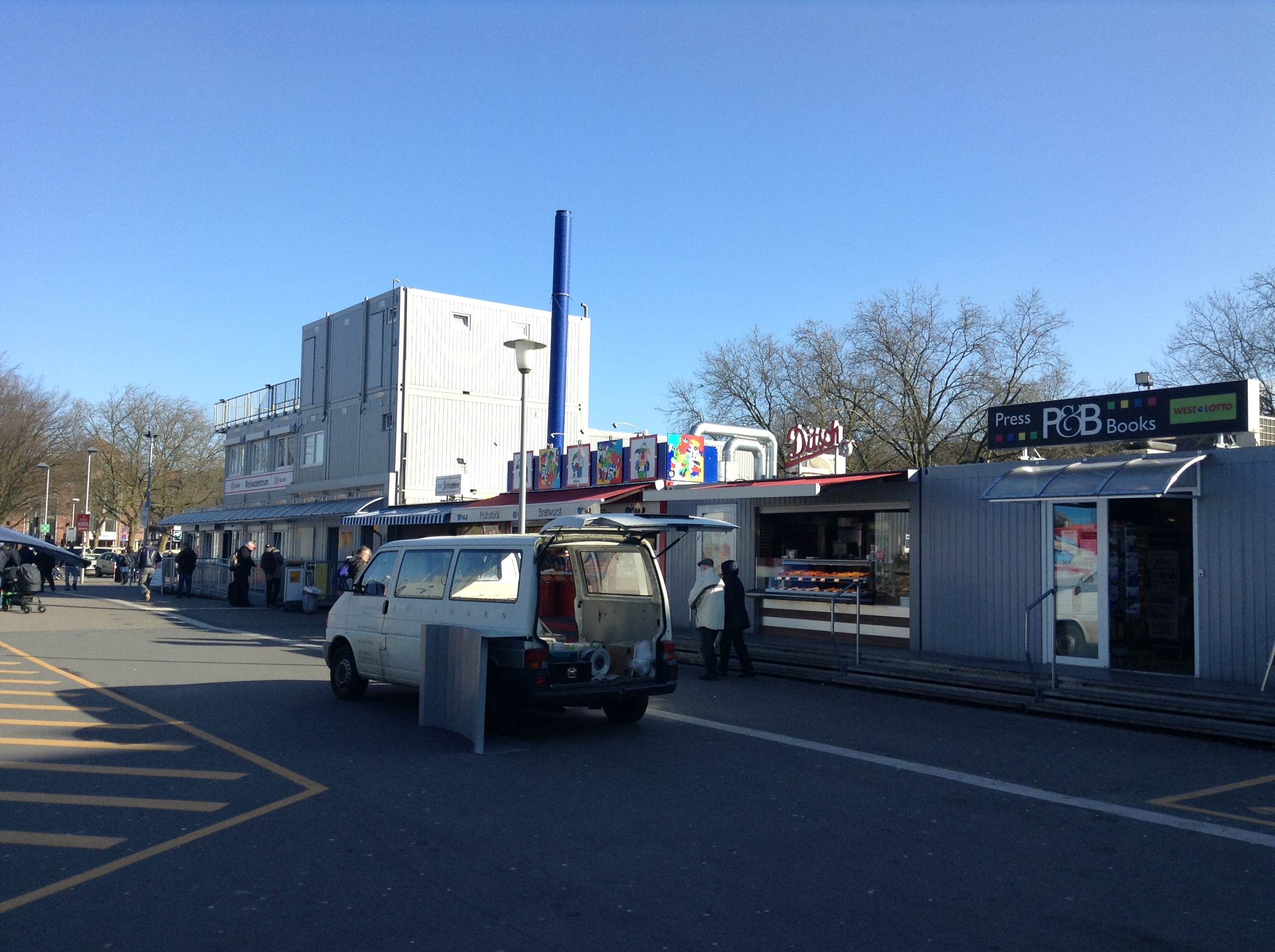
Containerdorf am Bremer Platz, Februar 2016

Die östlich des Hauptbahnhofes gelegene ehemalige Gepäckgutabfertigung wurde ab dem 1. April 2013 entkernt. Sie stand während der letzten Jahre leer. Am 6. Mai 2013 schloss sich der rund siebenwöchige Abriss des Gebäudes an, der am 28. Juni 2013 beendet sein sollte. Damit verschwand das fast 100-jährige Gebäude, das in den 1920er Jahren errichtet wurde und während seiner Nutzungsdauer die Expressgutabfertigung, das Kleiderlager der Bahn, Lagerflächen, Räumlichkeiten für einen Automatenaufsteller sowie das Catering der Regio-Züge beherbergte. Ende Mai 2013, nach Beendigung der Abrissarbeiten an der Gepäckabfertigung, wurde ein kleines Nebengebäude abgerissen, das sich unter Oberleitungen befand, die unter 15 Kilovolt Spannung stehen. Für den Abriss beider Gebäude wurde eine Komatsu PC 290 mit einem Bolzenmaß von 18,30 Meter verwendet. Die weitere Entwicklung der Ostseite des Bahnhofs werde den Planungen des Bahnhof-Managements zufolge erst nach Abschluss der Arbeiten am Empfangsgebäude vorangetrieben werden. Für das Gelände ist die Veräußerung an einen Investoren geplant, wobei bereits mehrere Interessenbekundungen vorlägen. Es bestehen unter anderem Planungen seitens der Stadt Münster, auf dem Gelände ein weiteres Stadthaus zu errichten. Ende Mai 2013 wurde bekannt, dass die Planungen der Stadt auf Eis lägen. Während der Arbeiten am neuen Empfangsgebäude werde das freiwerdende Gelände zunächst jedoch unbebaut bleiben, um als Stellfläche für Baufahrzeuge und Baumaterial genutzt werden zu können. Um das abgerissene Empfangsgebäude temporär zu ersetzen, wurde am Bremer Platz vorübergehend ein Containerdorf errichtet.
Nach einigen Verzögerungen begannen Mitte 2019 die Hauptarbeiten für das „Hansator“, einem neuen Quartier mit Hotel, Handel sowie Wohnen und einem Fahrradparkhaus; einige Vorarbeiten fanden schon vorher statt. Am Bremer Platz entstanden somit 28.000 Quadratmeter neue Geschossflächen, die sich auf drei große Baukörper aufteilen. Somit erhielt der Hauptbahnhof auf seiner Ostseite ebenfalls einen attraktiven Zugang. Die Bauzeit wurde auf zwei Jahre geschätzt. Im Dezember 2022 waren auch die Bauarbeiten m Außenbereich fertiggestellt.

### Gleisbelegungen
Die Gleisnummern steigen von West nach Ost. Gleis 2 ist das westlichste Bahnsteiggleis, Gleis 21 das östlichste.
Hinweis: Die angegebenen Linien halten primär, jedoch nicht ausschließlich an diesen Bahnsteigen. Besonders einige Fernzüge, die nicht in den üblichen Takt eingebunden sind, haben abweichende Bahnsteige. Bei Nahverkehrszügen kommt es insbesondere nachts zu planmäßig anderen Abfahrts-/Ankunftsgleisen. Bitte beachten, dass IC-/ICE-Linien über den Tag hinweg oft viele verschiedene Endbahnhöfe haben.
| Gleis | Abschnitt                                                           | Bahnsteig Nr.                                                       | Linie/Richtung                                                                    | Linie/Richtung                                                                               | Bemerkungen |
| Gleis | Abschnitt                                                           | Bahnsteig Nr.                                                       | Fernverkehr                                                                       | Nahverkehr                                                                                   | Bemerkungen |
| ----- | ------------------------------------------------------------------- | ------------------------------------------------------------------- | --------------------------------------------------------------------------------- | -------------------------------------------------------------------------------------------- | --- |
| 1     | Umfahrung für Gleis 2 A-C                                           | Umfahrung für Gleis 2 A-C                                           | Umfahrung für Gleis 2 A-C                                                         | Umfahrung für Gleis 2 A-C                                                                    | Umfahrung für Gleis 2 A-C                                                                                           |
| 2     | A-C                                                                 | 1                                                                   | kein                                                                              | RE 15 Emden RB 65 Rheine (Regelzüge)                                                         | In Abschnitt D zweigt Gleis 1 ab (Mittelweiche), deshalb wird dieser Abschnitt nicht von Zügen belegt.              |
| 2     | E                                                                   | 1                                                                   | kein                                                                              | RB 63 Coesfeld / Zentrum Nord RB 89 Paderborn (Verstärker)                                   | In Abschnitt D zweigt Gleis 1 ab (Mittelweiche), deshalb wird dieser Abschnitt nicht von Zügen belegt.              |
| 3     | A-C                                                                 | 1                                                                   | ICE / IC Richtung Süden, wenn Laufweg über Hamm                                   | RB 69/89 Bielefeld / Paderborn / Warburg (Regelzüge) RE 7 Rheine / Krefeld                   | Im Regelfall keine Doppelbelegung                                                                                   |
| 3     | D-E                                                                 | 1                                                                   | ICE / IC Richtung Süden, wenn Laufweg über Hamm                                   | RB 69/89 Bielefeld / Paderborn / Warburg (Regelzüge) RE 7 Rheine / Krefeld                   | Im Regelfall keine Doppelbelegung                                                                                   |
| 4     | komplett                                                            | 2                                                                   | ICE / IC Richtung Hamburg, wenn Laufweg über Hamm IC 34 von/nach Frankfurt/Siegen | RB 64 Steinfurt / Gronau / Enschede                                                          | |
| 5-7   | Abstellgleise                                                       | Abstellgleise                                                       | Abstellgleise                                                                     | Abstellgleise                                                                                | Abstellgleise |
| 8     | komplett                                                            | 2                                                                   | IC 35 Richtung Süden                                                              | RB 64 von Steinfurt / Gronau (einzelne Verstärker) RB 66 Osnabrück RB 65 Rheine (Verstärker) | |
| 9     | komplett                                                            | 3                                                                   | IC / EC / ICE Richtung Süden FLX 20 Köln                                          | RE 2 Düsseldorf RB 65 von Rheine (Verstärker)                                                | |
| 10    | Abstellgleis                                                        | Abstellgleis                                                        | Abstellgleis                                                                      | Abstellgleis                                                                                 | Abstellgleis |
| 11    |                                                                     | 3                                                                   | kein                                                                              | RB 67 Bielefeld (einzelne Züge)                                                              | Stumpfgleis, nur aus Norden befahrbar                                                                               |
| 12    | komplett                                                            | 3                                                                   | IC / EC / ICE Richtung Hamburg IC 35 Richtung Emden FLX 20 Hamburg                | RE 2 Osnabrück                                                                               | |
| 13    | Durchfahrgleis für Güterverkehr                                     | Durchfahrgleis für Güterverkehr                                     | Durchfahrgleis für Güterverkehr                                                   | Durchfahrgleis für Güterverkehr                                                              | Durchfahrgleis für Güterverkehr                                                                                     |
| 14    | komplett                                                            | 4                                                                   | kein                                                                              | RE 42 Essen / Mönchengladbach RE 2 Düsseldorf (nachts)                                       | |
| 15-16 | Abstellgleise                                                       | Abstellgleise                                                       | Abstellgleise                                                                     | Abstellgleise                                                                                | Abstellgleise |
| 17    | A-C                                                                 | 4                                                                   | kein                                                                              | RB 67 Bielefeld                                                                              | Doppeltraktion Flirt 3 passt nicht in den Abschnitt D-E, deshalb wird praktisch meist der gesamte Bahnsteig genutzt |
| 17    | D-E                                                                 | 4                                                                   | kein                                                                              | RB 50 Dortmund                                                                               | Doppeltraktion Flirt 3 passt nicht in den Abschnitt D-E, deshalb wird praktisch meist der gesamte Bahnsteig genutzt |
| 18-20 | Abstellgleise                                                       | Abstellgleise                                                       | Abstellgleise                                                                     | Abstellgleise                                                                                | Abstellgleise |
| 21    | Derzeit stillgelegt, Reaktivierung mittelfristig für S-Bahn geplant | Derzeit stillgelegt, Reaktivierung mittelfristig für S-Bahn geplant | Derzeit stillgelegt, Reaktivierung mittelfristig für S-Bahn geplant               | Derzeit stillgelegt, Reaktivierung mittelfristig für S-Bahn geplant                          | Derzeit stillgelegt, Reaktivierung mittelfristig für S-Bahn geplant                                                 |

## Der Tiefbunker

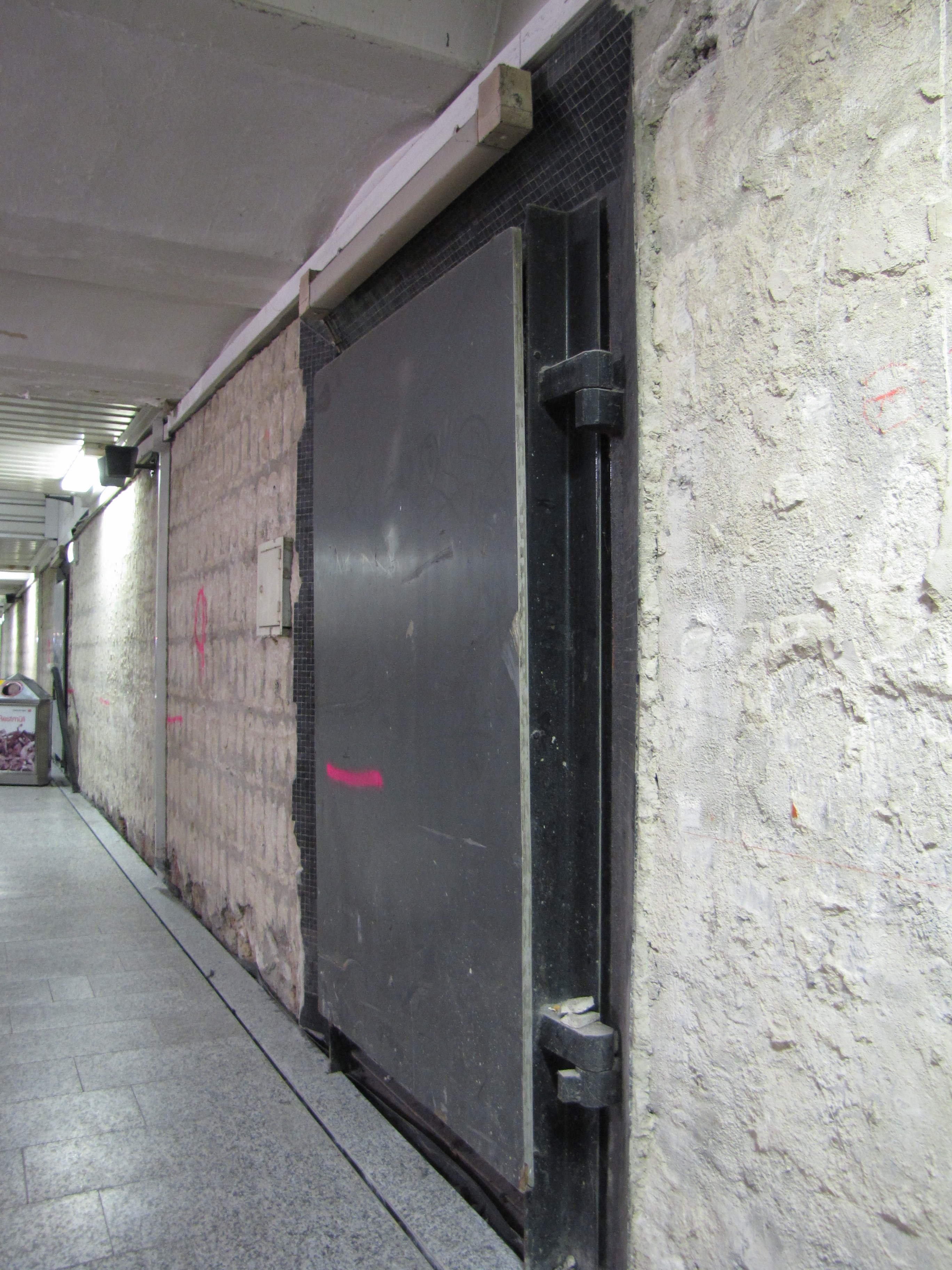
Eine der schweren Eingangstüren des Bunkers

Der in den Jahren 1941 bis 1942 erbaute Tiefbunker besteht heute noch. Er wurde während des Kalten Krieges atombombensicher ausgebaut. Hinter vier mächtigen Stahltüren befindet sich je eine Schleuse für fünfzig Personen. Die Innentür öffnet sich durch eine elektronische Sperre erst bei vollständig verschlossener Außentür. Ein weiterer Zugang befindet sich im Keller des ehemaligen Bundesbahngebäudes. Insgesamt finden in dem 2.500 Quadratmeter großen Bunker zweitausend Menschen Zuflucht. Sie könnten dort zwei Wochen von der Außenwelt abgeschnitten überleben.
Nach dem Zweiten Weltkrieg wurde er jedoch nur zivil genutzt, zum Beispiel um Flüchtlinge unterzubringen, die im Bosnienkrieg in großer Zahl in Münster eintrafen und im Jahr 2005 beim Münsterländer Schneechaos, als sämtlicher Verkehr zum Erliegen kam und etliche Fahrgäste notdürftig untergebracht werden mussten.
Im Zuge des Neubaus des Hauptbahnhofes wurde der Tiefbunker bis Ende 2018 entkernt. Darüber hinaus befindet er sich in einem schlechten Zustand, nachdem die Lüftungsanlagen des Bunkers versehentlich zubetoniert worden sind und es hierdurch zu Wassereinbrüchen und Schimmelbefall gekommen war.

## Service im Bahnhof

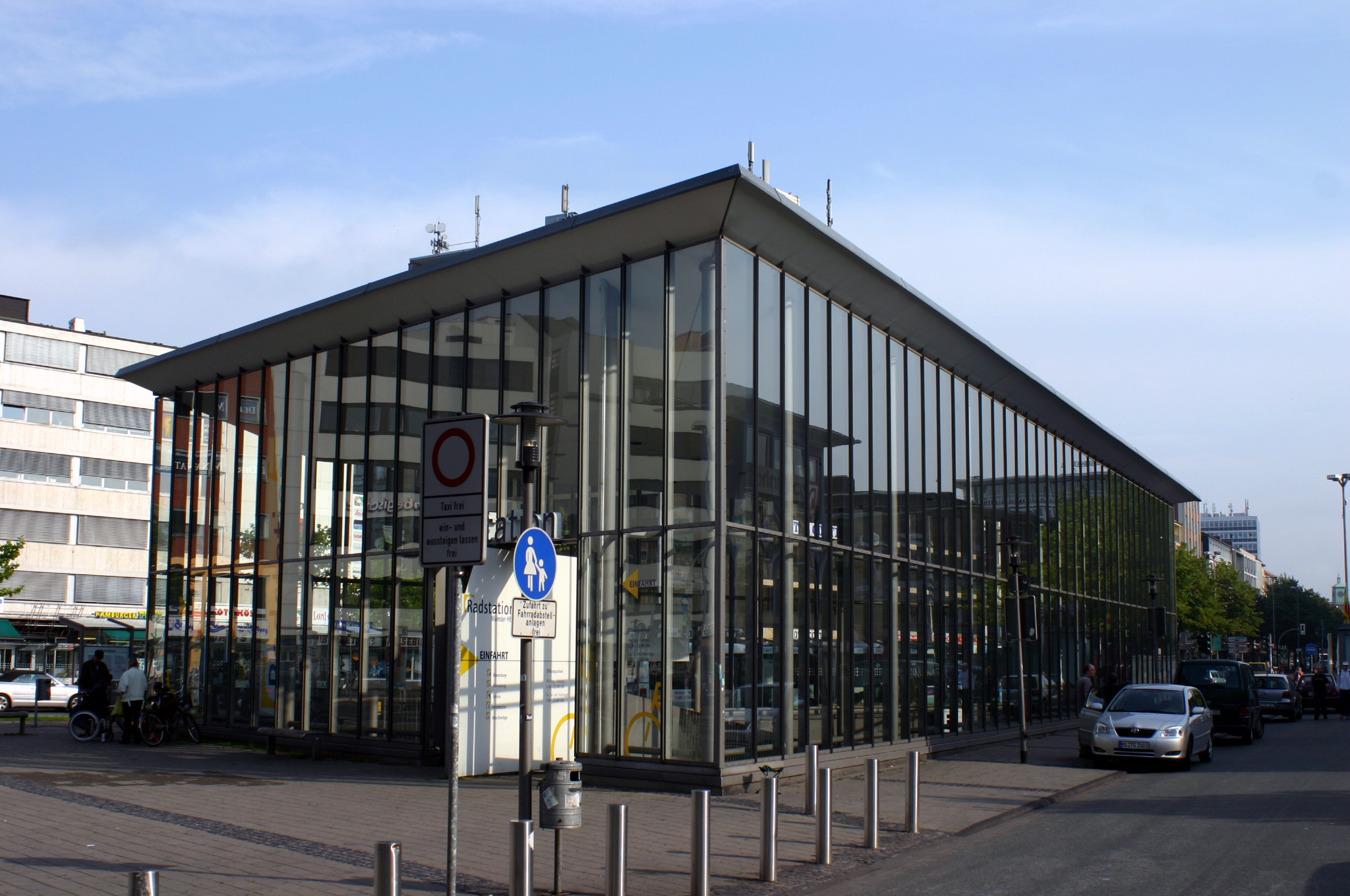
Radstation am Hauptbahnhof von Münster

Der Hauptbahnhof von Münster hat ein Reisezentrum und eine „DB Information“. Münster ist Standort einer Bahnhofsmission, die im Oktober 2007 ihr 100-jähriges Bestehen gefeiert hat. Im 2015 abgerissenen Bahnhofsgebäude gab es ferner einen Drogeriemarkt, eine Bäckerei, Gastronomiebetriebe, einen Blumenladen, ein Souvenirgeschäft und mehrere Buch- und Zeitschriftenhandlungen. Im inzwischen neu erstellten Bahnhofgebäude befinden sich auf mehreren Etagen 20 Geschäfte, inkl. Gastronomie und verschiedene Büroflächen.
Erhebliche Bedeutung hat der Bahnhof ebenso für den innerstädtischen Verkehr. Der Bahnhofsvorplatz (Berliner Platz) ist Knotenpunkt fast aller innerstädtischen Buslinien der Stadtwerke Münster. Die Regionalverkehr Münsterland und die DB Westfalenbus starten von hier ebenfalls zahlreiche Verbindungen in das Münsteraner Umland.
Der auf der Ostseite des Bahnhofs liegende Bremer Platz wurde auch als „Gummibahnhof“ bezeichnet, hier starteten vor den Umbauarbeiten Reise- und Fernbusse. Ursprünglich geht der Begriff auf den Omnibusbahnhof für den Regionalverkehr zurück, der sich von Anfang der 1960er- bis Mitte der 1980er-Jahre auf dem Gelände der heutigen Grünanlage an der Bremer Straße befand. Heute befindet sich der Fernbusbahnhof etwa 400 Meter südwestlich des Bahnhofs an der Hafenstraße.
Für den innerstädtischen Verkehr hat das Fahrrad eine sehr große Bedeutung. Zahlreiche Reisende benutzen ein Rad für den Weg von und zum Bahnhof. Um das wilde Abstellen von Fahrrädern im Bahnhofsbereich einzudämmen, wurde auf dem Berliner Platz vor dem Bahnhof ein Fahrradparkhaus errichtet. Am Bremer Platz gibt es weiterhin konventionelle Abstellmöglichkeiten für Fahrräder.

## Verbindungen

### Fernverkehr
Im Schienenpersonenfernverkehr wird der Münsteraner Hauptbahnhof von verschiedenen Intercity-Linien sowie einigen Intercity-Express-Zügen bedient.
Stand: Fahrplanwechsel 2024/25
| Linie  | Linienverlauf | Linienverlauf | Takt            | Betreiber (Fahrzeuge)                    |
| ------ | --- | --- | --------------- | ---------------------------------------- |
| ICE 14 | (Aachen – Düren –) Köln – Düsseldorf – Duisburg – Essen – Recklinghausen – Münster – Osnabrück – Hannover – Berlin-Spandau – Berlin – Berlin Ost | (Aachen – Düren –) Köln – Düsseldorf – Duisburg – Essen – Recklinghausen – Münster – Osnabrück – Hannover – Berlin-Spandau – Berlin – Berlin Ost | einzelne Züge   | DB Fernverkehr (9-teiliger ICE 1, ICE 4) |
| ICE 39 | Köln – Düsseldorf – Duisburg – Essen – Münster – Hamburg – Hamburg Dammtor – Hamburg Altona | Köln – Düsseldorf – Duisburg – Essen – Münster – Hamburg – Hamburg Dammtor – Hamburg Altona | einzelne Züge   | DB Fernverkehr (9-teiliger ICE 1)        |
| ICE 42 | (Kiel – Neumünster –) Hamburg-Altona – Hamburg Dammtor – Hamburg – Hamburg-Harburg – Bremen – Osnabrück – Münster – Dortmund – Bochum – Essen – Duisburg – Düsseldorf – (Köln Messe/Deutz –) Köln – Siegburg/Bonn – Frankfurt Flughafen – Mannheim – Stuttgart – Ulm – Augsburg – München-Pasing – München          | (Kiel – Neumünster –) Hamburg-Altona – Hamburg Dammtor – Hamburg – Hamburg-Harburg – Bremen – Osnabrück – Münster – Dortmund – Bochum – Essen – Duisburg – Düsseldorf – (Köln Messe/Deutz –) Köln – Siegburg/Bonn – Frankfurt Flughafen – Mannheim – Stuttgart – Ulm – Augsburg – München-Pasing – München          | Zweistundentakt | DB Fernverkehr (ICE 4, ICE 3 Velado D)   |
| ICE 42 | einzelne Züge fahren zwischen Dortmund und Köln abweichend von dem eigentlichen Fahrplan wie folgt: Hagen – Wuppertal – Solingen – | | Zweistundentakt | DB Fernverkehr (ICE 4, ICE 3 Velado D)   |
| ICE 43 | (Ostseebad Binz–) Hamburg-Altona – Hamburg Dammtor – Hamburg – Hamburg-Harburg – Bremen – Osnabrück – Münster – Dortmund – Bochum – Essen – Duisburg – Düsseldorf – Hagen – Wuppertal – Solingen – Köln – Siegburg/Bonn – Frankfurt Flughafen – Mannheim – Karlsruhe – Offenburg – Freiburg – Basel Bad – Basel SBB | (Ostseebad Binz–) Hamburg-Altona – Hamburg Dammtor – Hamburg – Hamburg-Harburg – Bremen – Osnabrück – Münster – Dortmund – Bochum – Essen – Duisburg – Düsseldorf – Hagen – Wuppertal – Solingen – Köln – Siegburg/Bonn – Frankfurt Flughafen – Mannheim – Karlsruhe – Offenburg – Freiburg – Basel Bad – Basel SBB | Zweistundentakt | DB Fernverkehr                           |
| ICE 47 | Norddeich Mole – Norden – Emden – Rheine – Münster – Wanne-Eickel – Gelsenkirchen – Duisburg – Düsseldorf – Köln Messe/Deutz – Siegburg/Bonn – Frankfurt Flughafen – Mannheim – Stuttgart | Norddeich Mole – Norden – Emden – Rheine – Münster – Wanne-Eickel – Gelsenkirchen – Duisburg – Düsseldorf – Köln Messe/Deutz – Siegburg/Bonn – Frankfurt Flughafen – Mannheim – Stuttgart | ein Zugpaar     | DB Fernverkehr (ICE 3)                   |
| ICE 77 | Münster – Osnabrück – Bünde – Bad Oeynhausen – Minden – Hannover – Wolfsburg – Stendal – Berlin-Spandau – Berlin – Berlin Ost | Münster – Osnabrück – Bünde – Bad Oeynhausen – Minden – Hannover – Wolfsburg – Stendal – Berlin-Spandau – Berlin – Berlin Ost | einzelne Züge   | DB Fernverkehr (9-teiliger ICE 1, ICE 4) |
| IC 34  | Frankfurt – Bad Nauheim – Wetzlar – Dillenburg – Siegen – Siegen-Weidenau – Kreuztal – Lennestadt-Altenhundem – Lennestadt-Grevenbrück – Finnentrop – Plettenberg – Werdohl – Altena – Iserlohn-Letmathe – Witten – Dortmund – Hamm – Münster                                                                       | Frankfurt – Bad Nauheim – Wetzlar – Dillenburg – Siegen – Siegen-Weidenau – Kreuztal – Lennestadt-Altenhundem – Lennestadt-Grevenbrück – Finnentrop – Plettenberg – Werdohl – Altena – Iserlohn-Letmathe – Witten – Dortmund – Hamm – Münster                                                                       | zwei Zugpaare   | DB Fernverkehr                           |
| IC 35  | Norddeich Mole – Norddeich – Norden – | Emden – Leer – Papenburg – Meppen – Lingen – Rheine – Münster – Recklinghausen – Wanne-Eickel – Gelsenkirchen – Oberhausen – Duisburg – (Düsseldorf Flughafen –) Düsseldorf – Köln | Zweistundentakt | DB Fernverkehr (IC 2)                    |
| IC 35  | Emden Außenhafen – | Emden – Leer – Papenburg – Meppen – Lingen – Rheine – Münster – Recklinghausen – Wanne-Eickel – Gelsenkirchen – Oberhausen – Duisburg – (Düsseldorf Flughafen –) Düsseldorf – Köln | Zweistundentakt | DB Fernverkehr (IC 2)                    |
| IC 39  | Köln – Düsseldorf – Duisburg – Essen – Münster – Hamburg – Hamburg Dammtor – Itzehoe – Niebüll – (Westerland (Sylt)/Dagebüll Mole) | Köln – Düsseldorf – Duisburg – Essen – Münster – Hamburg – Hamburg Dammtor – Itzehoe – Niebüll – (Westerland (Sylt)/Dagebüll Mole) | zwei Zugpaare   | DB Fernverkehr (IC)                      |
| IC 55  | Dortmund – Recklinghausen – Münster – Bad Oeynhausen – Minden – Hannover – Braunschweig – Helmstedt – Magdeburg – Dessau – Bitterfeld – Leipzig – Riesa – Dresden-Neustadt – Dresden | Dortmund – Recklinghausen – Münster – Bad Oeynhausen – Minden – Hannover – Braunschweig – Helmstedt – Magdeburg – Dessau – Bitterfeld – Leipzig – Riesa – Dresden-Neustadt – Dresden | ein Zug Fr      | DB Fernverkehr (IC 2)                    |
| IC 55  | Münster – Dortmund – Hagen – Wuppertal – Solingen – Köln – Bonn – Koblenz – Mainz – Mannheim – Heidelberg – Vaihingen – Stuttgart | Münster – Dortmund – Hagen – Wuppertal – Solingen – Köln – Bonn – Koblenz – Mainz – Mannheim – Heidelberg – Vaihingen – Stuttgart | ein Zug täglich | DB Fernverkehr (IC 2)                    |
| FLX 20 | Hamburg – Hamburg-Harburg – Bremen – Osnabrück – Münster – Gelsenkirchen – Essen – Duisburg – Düsseldorf – Köln | Hamburg – Hamburg-Harburg – Bremen – Osnabrück – Münster – Gelsenkirchen – Essen – Duisburg – Düsseldorf – Köln | 2–3 Zugpaare    | Flixtrain                                |
| NJ 89N | Innsbruck – Jenbach – Wörgl – Kufstein – Rosenheim – München – Nürnberg – Würzburg – Kassel-Wilhelmshöhe – Hamm – Münster – Deventer – Amersfoort – Amsterdam | Innsbruck – Jenbach – Wörgl – Kufstein – Rosenheim – München – Nürnberg – Würzburg – Kassel-Wilhelmshöhe – Hamm – Münster – Deventer – Amersfoort – Amsterdam | ein Zugpaar     | ÖBB                                      |
| NJ 89N | In Nürnberg werden Kurswagen der Linie 91N mit folgendem Laufweg an- und abgehangen: Wien – Wien-Meidling – St. Pölten – Linz – Wels – Passau – Regensburg – Nürnberg – | | ein Zugpaar     | ÖBB                                      |

Seit dem Fahrplanjahr 2025 halten in Münster planmäßig Nightjets der ÖBB von Amsterdam nach Innsbruck und Wien.

### Regionalverkehr
Im Schienenpersonennahverkehr verkehren insgesamt vier Regional-Express- und acht Regionalbahn-Linien:
| Linie    | Linienverlauf | Takt                                                                                        | Betreiber        |
| -------- | --- | ------------------------------------------------------------------------------------------- | ---------------- |
| RE 2     | Rhein-Haard-Express: Osnabrück Hbf – Hasbergen – Natrup-Hagen (zweistdl.) – Lengerich (Westf) – Kattenvenne (zweistdl.) – Ostbevern – Westbevern – Münster (Westf) Hbf – (Münster-Albachten – Senden-Bösensell – Nottuln-Appelhülsen – Buldern –)* Dülmen – (Sythen –)* Haltern am See – (Marl-Sinsen –)* Recklinghausen Hbf – (Recklinghausen Süd –)* Wanne-Eickel Hbf – Gelsenkirchen Hbf – Essen Hbf – Mülheim (Ruhr) Hbf – Duisburg Hbf – Düsseldorf Flughafen – Düsseldorf Hbf * Halt nur einzelner Züge im Nachtverkehr Stand: Fahrplanwechsel Dezember 2023                                                                  | 60 min                                                                                      | DB Regio         |
| RE 7     | Rhein-Münsterland-Express: Rheine – Emsdetten – Greven – Münster Hbf – Münster-Hiltrup – Drensteinfurt – Hamm (Westf) Hbf – Bönen – Unna – Holzwickede – Schwerte – Hagen Hbf – Ennepetal (Gevelsberg) – Schwelm – Wuppertal-Oberbarmen – Wuppertal Hbf – Solingen Hbf – Opladen – Köln Messe/Deutz – Köln Hbf – Dormagen – Neuss Hbf – Meerbusch-Osterath – Krefeld-Oppum – Krefeld Hbf Stand: Fahrplanwechsel Dezember 2023 | 60 min                                                                                      | National Express |
| RE 15    | Emsland-Express: (Emden Außenhafen –) (nur bei Schiffsverkehr) Emden Hbf – Leer (Ostfriesl) – Papenburg (Ems) – Aschendorf – Dörpen – Lathen – Haren (Ems) – Meppen – Geeste – Lingen (Ems) – Leschede – Salzbergen – Rheine – (Rheine-Mesum –)* Emsdetten – (Reckenfeld –)* Greven (← (Münster Zentrum Nord –)* Münster (Westf) Hbf * nur einzelne Züge Stand: Fahrplanwechsel Dezember 2023 | 60 min                                                                                      | WestfalenBahn    |
| RE 42    | Niers-Haard-Express: Münster (Westf) Hbf – Münster-Albachten (stündlich) – Senden-Bösensell – Nottuln-Appelhülsen – Buldern – Dülmen – Sythen – Haltern am See – Marl-Sinsen – Recklinghausen Hbf – Recklinghausen Süd – Wanne-Eickel Hbf – Gelsenkirchen Hbf – Essen Hbf – Mülheim (Ruhr) Hbf – Duisburg Hbf – Rheinhausen – Krefeld-Uerdingen – Krefeld Hbf – Viersen – Mönchengladbach Hbf Stand: Fahrplanwechsel Dezember 2021 | 30 min (Münster–Essen) 60 min (Essen–M’gladbach)                                            | DB Regio         |
| RB 50    | Der Lüner: Dortmund Hbf – Dortmund-Kirchderne – Dortmund-Derne – Lünen-Preußen – Lünen Hbf – Werne a.d. Lippe – Capelle (Westf) – Ascheberg (Westf) – Davensberg – Münster-Amelsbüren – Münster (Westf) Hbf Stand: Fahrplanwechsel Dezember 2023 | 60 min                                                                                      | eurobahn         |
| RB 63    | Baumberge-Bahn: Coesfeld (Westf) – Coesfeld Schulzentrum – Lutum (stündlich) – Billerbeck – Havixbeck – Münster-Roxel – Münster-Mecklenbeck – Münster (Westf) Hbf (– Münster Zentrum Nord) (nur wochentags) Stand: Fahrplanwechsel Dezember 2023 | 60 min 30 min (Coesfeld–Münster Hbf wochentags)                                             | DB Regio         |
| RB 64    | Euregio-Bahn: Enschede – Enschede De Eschmarke – Glanerbrug – Gronau (Westf) – Ochtrup – Metelen Land – Steinfurt-Burgsteinfurt – Steinfurt-Grottenkamp – Steinfurt-Borghorst – Nordwalde – Altenberge – Münster-Häger – Münster Zentrum Nord – Münster (Westf) Hbf Stand: Fahrplanwechsel Dezember 2021 | 60 min 30 min (Burgsteinfurt–Münster nachmittags an Wochentagen)                            | DB Regio         |
| RB 65    | Ems-Bahn: Rheine – Rheine-Mesum – Emsdetten – Reckenfeld – Greven – Münster-Sprakel – Münster Zentrum Nord – Münster (Westf) Hbf Stand: Fahrplanwechsel Dezember 2021 | 60 min 25/35 min (HVZ)                                                                      | Eurobahn         |
| RB 66    | Teuto-Bahn: Osnabrück Hbf – Hasbergen – Natrup-Hagen – Lengerich (Westf) – Kattenvenne – Ostbevern – Westbevern – Münster (Westf) Hbf Stand: Fahrplanwechsel Dezember 2021 | 60 min                                                                                      | Eurobahn         |
| RB 67    | Warendorfer Bahn: Münster (Westf) Hbf – Telgte – Warendorf-Einen-Müssingen – Warendorf – Beelen – Clarholz – Herzebrock – Rheda-Wiedenbrück – Gütersloh Hbf – Isselhorst-Avenwedde (einzelne Züge morgens an Werktagen) – Bielefeld-Brackwede – Bielefeld Hbf Stand: Fahrplanwechsel Dezember 2021 | 60 min                                                                                      | Eurobahn         |
| RB 69/89 | Ems-Börde-Bahn: Münster (Westf) Hbf – Münster-Hiltrup – Rinkerode – Drensteinfurt – Mersch (Westf) – Bockum-Hövel – Hamm (Westf) Hbf (Flügelung, Zugteil nach Bielefeld als RB69, Zugteil nach Paderborn/Warburg als RB 89) – … RB 69: … – Heessen – Ahlen (Westf) – Beckum-Neubeckum – Oelde – Rheda-Wiedenbrück – Gütersloh Hbf – Isselhorst-Avenwedde – Bielefeld-Brackwede – Bielefeld Hbf RB 89: … – Welver – Borgeln – Soest – Bad Sassendorf – Lippstadt – Dedinghausen – Ehringhausen – Geseke – Salzkotten – Scharmede – Paderborn Hbf – Altenbeken – Willebadessen – Warburg (Westf) Stand: Fahrplanwechsel Dezember 2021 | 60 min 30 min (Münster–Hamm wochentags) 30 min (Hamm–Paderborn) 120 min (Paderborn–Warburg) | Eurobahn         |

Der Hauptbahnhof soll bis zum Jahr 2030 als Knotenpunkt der S-Bahn Münsterland ausgebaut werden. Hierfür werden viele bereits bestehende Verbindungen ausgebaut und umbenannt.

### Busverkehr
Im öffentlichen Straßenpersonennahverkehr wird der Hauptbahnhof von allen Stadtbuslinien, die auch durch die Innenstadt fahren, bedient. Auch die Ringlinie sowie alle Regionalbuslinien, die Münster anfahren, halten hier. Jedoch ist der Hauptbahnhof nicht für alle Regionalbusse die Endstation.
Im Nachtnetz stellt der Hauptbahnhof den zentralen Umsteigepunkt dar, an dem sich alle Nachtbusse zeitgleich mit Anschlussgarantie treffen.
Folgende Regional-, Schnell- und Nachtbuslinien halten am Hauptbahnhof:
| Linie | Verlauf | Takt                                              | Betreiber                    |
| ----- | --- | ------------------------------------------------- | ---------------------------- |
| S20   | Münster (Westf) Hbf – Everswinkel – Freckenhorst – Warendorf                                                                                               | 60 min                                            | Regionalverkehr Münsterland  |
| S30   | Münster (Westf) Hbf – Albersloh – Sendenhorst – Tönnishäuschen – Vorhelm – Neubeckum – Beckum                                                              | 60 min (Mit einzelnen Verstärkern Mo–Fr)          | Regionalverkehr Münsterland  |
| S50   | Münster (Westf) Hbf – Flughafen Münster/Osnabrück – Saerbeck – Ibbenbüren                                                                                  | 60 min (Mo–Sa), 120 min (So)                      | Regionalverkehr Münsterland  |
| S60   | Münster (Westf) Hbf – Nottuln – Darup | 20/60 min (Mo–Fr), 60 min (Sa), 120 min (So)      | Regionalverkehr Münsterland  |
| S70   | Münster (Westf) Hbf – Laer – Horstmar – Schöppingen – Heek – Ahaus – Wessum – Ottenstein – Vreden                                                          | 60 min (Mo–Sa), 120 min (So)                      | Regionalverkehr Münsterland  |
| S71   | Münster (Westf) Hbf – Schöppingen | 60 min (Mo–Sa), 120 min (So)                      | Regionalverkehr Münsterland  |
| S75   | Münster (Westf) Hbf – Merfeld – Maria Veen – Borken – Rhedebrügge – Rhede – Bocholt – Bocholt Bustreff                                                     | 30/60 min (Mo–Fr), 60 min (Sa), 120 min (So)      | B. Menchen GmbH/Westfalenbus |
| S90   | Münster (Westf) Hbf – Senden – Bösensell – Lüdinghausen – Seppenrade – Olfen – Datteln                                                                     | 60 min (Mo–Sa), 120 min (So)                      | Regionalverkehr Münsterland  |
| X90   | Münster (Westf) Hbf – Senden – Bösensell – Lüdinghausen – Olfen                                                                                            | 30 min (Mo–Fr), 60 min (Sa), 120 min (So)         | Regionalverkehr Münsterland  |
| R11   | Münster (Westf) Hbf – Telgte – Einen Müssingen – Warendorf                                                                                                 | 20/60 min (Mo–Fr), 60 min (Sa–So)                 | Westfalenbus                 |
| R13   | Münster (Westf) Hbf – Telgte | 20/60 min (Mo–Fr), 60 min (Sa–So)                 | Westfalenbus                 |
| R22   | Münster (Westf) Hbf – Wolbeck – Alverskirchen – Everswinkel (R23 – Warendorf)                                                                              | 20/40 min (Mo–Fr), 30/60 min (Sa), 120 min (So)   | Regionalverkehr Münsterland  |
| R32   | Münster (Westf) Hbf – Wolbeck – Albersloh – Sendenhorst | 60 min (Mo–Sa), 120 min (So)                      | Regionalverkehr Münsterland  |
| R51   | Münster (Westf) Hbf – Greven – Flughafen Münster/Osnabrück – Ladbergen – Lengerich                                                                         | Unregelmäßig (Mo–Sa), 120 min (So)                | Verkehrsbetrieb Weilke       |
| R63   | Münster (Westf) Hbf – Roxel – Nottuln (R62 – Coesfeld) | 60 min (Mo–Sa), 120 min (So)                      | Veelker                      |
| R64   | Münster (Westf) Hbf – Roxel – Havixbeck | 60 min (Mo–Sa), 120 min (So)                      | Veelker                      |
| R72   | Münster (Westf) Hbf – Nienberge – Altenberge | 30 min (Mo–Fr), 60 min (Sa), 120 min (So)         | Regionalverkehr Münsterland  |
| R73   | Münster (Westf) Hbf – Nienberge – Altenberge – (Nordwalde –) Borghorst – Burgsteinfurt                                                                     | 60 min (Mo–Sa), 120 min (So)                      | Veelker                      |
| N1    | Münster (Westf) Hbf – Münster MCC/Halle Münsterland – Albersloh – Sendenhorst – Vorhelm – Ahlen                                                            | Einzelne Fahrten (Fr auf Sa), 120 min (Sa auf So) | Regionalverkehr Münsterland  |
| N2    | Münster (Westf) Hbf – Telgte – Westbevern – Vadrup – Westbevern – Ostbevern                                                                                | Drei Fahrten (Fr–So)                              | Regionalverkehr Münsterland  |
| N3    | Münster (Westf) Hbf – Münster MCC/Halle Münsterland – Wolbeck – Alverskirchen – Everswinkel – Freckenhorst – Westkirchen – Ennigerloh – Neubeckum – Beckum | Einzelne Fahrten (Fr auf Sa), 120 min (Sa auf So) | Regionalverkehr Münsterland  |
| N4    | Münster (Westf) Hbf – Senden – Bösensell – Ottmarsbocholt – Lüdinghausen                                                                                   | Eine Fahrt (Fr auf Sa LH→MS), 120 min (Fr–So)     | Regionalverkehr Münsterland  |
| N5    | Münster (Westf) Hbf – Altenberge – Nordwalde – Burgsteinfurt                                                                                               | 180 min (Fr–So)                                   | Regionalverkehr Münsterland  |
| N6    | Münster (Westf) Hbf – Laer – Horstmar – Schöppingen – Legden – Holtwick – Höven – Coesfeld Schulzentrum – Coesfeld                                         | 120 min (Sa auf So)                               | Regionalverkehr Münsterland  |
| N7    | (N17 Stadtlohn –) Coesfeld Schulzentrum – Osterwick – Darfeld – Billerbeck – Havixbeck – Münster (Westf) Hbf                                               | 240 min (Sa auf So)                               | Regionalverkehr Münsterland  |
| N8    | Legden, Dorf Münsterland – Holtwick – Höven – Coesfeld Schulzentrum – Coesfeld – Darup – Nottuln – Appelhülsen – Bösensell – Münster (Westf) Hbf           | 120 min (Sa auf So)                               | Regionalverkehr Münsterland  |
| N9    | Münster (Westf) Hbf – Sprakel – Greven – Saerbeck – Dörenthe – Ibbenbüren                                                                                  | Vier Buspaare (Sa auf So)                         | Regionalverkehr Münsterland  |

## Weitere Bahnhöfe in Münster
Im Gegensatz zu vielen anderen Städten vergleichbarer Größe hatte Münster lange Zeit keine weiteren Bahnhöfe. Durch Eingemeindungen kamen im Jahre 1975 mehrere heutige Stadtteile mit eigenem Bahnhof zur Stadt. Seit 1995 verfügt die Kernstadt zudem mit dem relativ außerhalb gelegenen Bahnhof Münster-Zentrum Nord über einen weiteren im Nahverkehr wichtigen Bahnhof. Einen Überblick über alle Bahnhöfe und Haltepunkte im heutigen Stadtgebiet gibt die Liste der Bahnhöfe und Haltepunkte in Münster (Westfalen).